# محمد ارجمند
محمد ارجمند فرزند جعفر ملقب به سلطان قالی  (۱۲۷۶-۱۳۴۷) یکی از معروف‌ترین قالیبافان کرمانی بود که در کرمان زاده شد. وی در کودکی در قالیباف‌خانه‌ها و کارگاه‌های نقشه‌کشی به شاگردی پرداخت و در سنین نوجوانی خود شخصاً به بافت قالی اقدام کرد.
در بعضی از فرش‌های او نام "محمد بن جعفر" بافته شده‌است. محمد بن جعفر در حدود سی سالگی نام خانوادگی "ارجمند" را برای خود انتخاب کرد. از این پس نام "ارجمند" در تعدادی از بافته‌های او دیده می‌شود. محمد ارجمند در سال‌های آخر عمر به دلیل شهرت قالی‌هایش در بازار ایالات متحده امریکا به عنوان سلطان فرش ایران خطاب می‌شد. تعدادی از قالی‌های بافت او در موزه سعد آباد تهران به چشم می‌خورد.

## زندگی
استاد محمد ارجمند از همان کودکی به شغل هنر طراحی فرش توجه پیدا کرد و از میان همه امور فنی این صنعت – هنربزرگ ولی پرزحمت، تهیه و طراحی فرش را مناسب‌تر یافت. ارجمند در یک خانواده نسبتا مرفه پابه عرصه وجود گذاشت و ترقيات شگرف در کارصنعت، تجارت و کشاورزی هیچگونه ارتباطی با وضعیت مالی او نداشت؛ بلکه تلاش، عزم و اراده و کاردانی او در راه رسیدن به اهداف عالیه هنر قالیبافی و دیگر رشته‌ها را به جای رسانید که زبانزد خاص و عام گردید و کسانی که با او ارتباط بودند، امانت وصفای خاطر و درستکاری و نیک‌خواهی این مرد را درخور تمجید و تحسین می‌دانستند.
مرحوم حاج محمد ارجمند، فرزند سوم حاج محمد جعفر کرمانی می‌باشد. استاد محمد ارجمند، چشم و چراغ خانواده ارجمندی‌ها و جزء افراد پرهیزکار و درستکار ایرانی بود که زندگی سعادتمند خود را مدیون تقوا می‌دانستند. حاج محمد ارجمند از همان کودکی و نوجوانی فردی فعال و کوشا بود و مانند همه انسان‌های خودساخته، زندگی را از صفر شروع کرد. وی همواره مصمم و امیدوار، در صدد پیدا کردن راهی برای بهبود و ترقي وضع زندگی خویش بود.
استاد محمد ارجمند از همان کودکی به شغل هنر طراحی فرش توجه پیدا کرد و از میان همه امور فنی این صنعت – هنربزرگ ولی پرزحمت، تهیه و طراحی فرش را مناسب‌تر یافت و به همین دلیل در آن اوقاتی که می‌بایست به درس خواندن بپردازد، سرگرم کشیدن طراحی نقشه‌های پر گل و بوته‌های قالی به صورت ایده‌ای نو گردید و در این کار گاهی نیز به تقلید می‌پرداخت و گاهی از خود ابتکاری نشان می‌داد. پس از چندی به فکر تهیه فرش‌های خود و عرضه آنها به بازار افتاد و در این حرفه، با داشتن خصوصیاتی که به آن اشاره شد، روز به روز کار او رونق یافت و آن را گسترش داد.
اما آنچه در استاد ارجمند مایه حیرت به‌شمار می‌رفت، نظم و پشتکار بود که از همان کودکی تا پایان عمر خود این دو را به عنوان مایه اصلی پیشرفت و موفقیت خود دانسته و هرگز از دست نداده است. در محیطی مانند کرمان که تحت تأثیر آب و هوای طبیعی، تمایل خاطر به آسایش و فراغت بیشتر است، با کوشش مداوم و نظم خلل‌ناپذیر، استاد همیشه از یک روش معین پیروی می‌کرد؛ همیشه سحرگاه از خواب بیدار شده و سراسر روز را سرگرم کار و تلاش می‌شد و شب زود به بستر خواب می‌رفت تا بتواند دوباره سحرگاه از خواب بیدار شده و سراسر روز را سرگرم کار و تلاش گردد. استاد در سال‌های جوانی، اگر چه توانست سرمایه علمی به دست آورد، اما در مکتب کار موفق شد تجربه کافی بیاموزد و به گونه‌ای که از لحاظ حساب امور اقتصادی دچار اشتباه نشود، خود را برای محاسبه آماده نمود. استاد محمد ارجمند پس از سال‌ها ممارست در صنعت هنر طراحی قالی، به فکر تأمین چند دستگاه قالی نیز برای خود افتاد و برای این کار به نیروی اراده توسل جست؛ دریافت در ارائه کارها، دو شرط الزامی «امانت در کار» و «دقت در کار» را پیش خود مجسم می‌کرد؛ کسی که کارفرمای کارخانه‌ای است، گذشته از اینکه باید مواد اولیه را خوب و مرغوب تهیه کند، وظیفه دارد تا نهایت دقت را نیز در کار خود به کار بندد تا محصول او از هر لحاظ ممتاز باشد. سپس با در نظر گرفتن این دیدگاه موفقیت‌آمیز، ارجمند کار قالیبافی خود را آغاز کرد و چون نظم و پشتکار دو عامل نیرومند وجودی او بودند و امانت و دقت شرط اصلی کار، در همان زمان اول قالی‌هایش شهرت فراوان پیدا کرد؛ زمانی چند سپری نشده بود که در اثر ابتکار و خلاقیتی که در امر نقشه و یکنواختی و ثبات رنگ و مصالح مورد نیاز فرش‌ها به کار برد، ابتدا در شهر کرمان و سپس در خارج از محدوده کرمان و بعد در خارج از ایران، شهرت جهانی پیدا کرد و کم‌کم سفارش‌های بسیار از دور و نزدیک برای قالی‌های او شد.
فرش‌های تهیه شده در کارگاه او نه تنها در ایران بلکه در خارج از کشور نیز مورد استقبال قرار گرفت و او را به توسعه دستگاه‌های قالیبافی وادار کرد. بدینسان، تلاش ارجمند در مرغوبیت رنگ‌آمیزی، ظرافت طرح و نقش‌های زیبا و بی‌نقص، یکنواختی و ثبات رنگ‌ها در تولید قالی‌های ممتاز، ببارنشست و قالی‌های او ازینت‌بخش محافل بزرگان و اماکن متبرکه و کاخ‌ها و موزه‌های ایران و جهان گردیده است.
فرش‌شناسان خارجی ارجمند را سلطان قالی لقب داده‌اند و شکی نیست که این قدر دانی از استاد تنها به سبب ارزش و رونق و مرغوبیت قالی‌های او در بازارهای خارجی و داخلی است و هر کجا نام ارجمند بر بالای قالی دیده می‌شود، موجب اطمینان خاطر خریداران می‌گردد. یکی از نکات بسیار حائز اهمیت در شهرت این مرد، حسن خلق و وسعت صدر اوست؛ زیرا ارجمند مردی مهربان و فروتن و مردم‌دار بوده است.
آری، محمد ارجمند برای اینکه قالی‌های تولید شده از کارگاه‌هایش مورد قبول و علاقه واقع گردد، تمام سعی و تلاش خود را به کار برد تا بتواند نام ایران و ایرانی را در جهان پرآوازه سازد.
ارجمند علاوه بر صنعت قالی، در امور کشاورزی و بازرگانی نیز صاحب ذوق و بصیرت و مهارت کامل بود و در صحنه‌های اجتماعی نیز حضوری فعال داشت. او در معاشرت‌ها و امور روزمره فردی میانه‌رو، مؤدب و متواضع و طرف اعتماد و احترام همگان بود. سرانجام، حاج محمد ارجمند در اثر بیماری در تاریخ سیزدهم آبان سال ۱۳۴۷ شمسی در یکی از بیمارستان‌های نیویورک، بدورود حیات گفت.
به پاس خدمات ارزشمند ایشان، مراسم تکریمی به همت بنیاد نخبگان استان کرمان و با همکاری دانشگاه کرمان و سایر مراکز دانشگاهی و دستگاه‌های اجرایی در سال ۱۳۹۸ با حضور جمعی از مسئولان، اساتید دانشگاه، دانشجویان و مستعدین برتر برای ایشان برگزار شد.
همسر:  
بی‌بی طاهره
فرزندان:  
محمود  
اطهره  
احمد  
عصمت  
منوچهر  
هوشنگ  
ایرج